# أنصار الشام
أنصار الشام هي جماعة مسلحة ثورية نشطت خلال الحرب الأهلية السورية.
تأسست الجماعة في مارس 2012 من قبل المجاهدين المخضرمين المتمركزين في اللاذقية وتزعمها شخص يُدعى أبو عمر وهو أول من أطلق على الجماعة اسم أنصار الشام؛ ضمت المجموعة في وقت لاحق معظم المقاتلين السوريين في شمال محافظة اللاذقية خاصة الإسلاميين منهم. تزَّعم المجموعة من بعد القائد الشيشاني المعروف باسم أبو موسى الشيشاني والذي تربطه علاقات جيدة مع مجموعة متنوعة وواسعة من الجماعات المعارضة الأخرى التي تعمل تحت لواء جيش سوريا الحر وعلى رأسهم جبهة النصرة. في كانون الأول/ديسمبر 2012، انضمت أنصار الشام مع غيرها من الجماعات الثورية تحت مضلة الجبهة الإسلامية السورية. وفي تشرين الثاني/نوفمبر 2013 تم حل لواء الحق جنبا إلى جنب مع أنصار الشام وأحرار الشام إلى تحالف الجبهة الإسلامية. جذير بالذكر أن الجماعة لعبت دور ريادي في هجوم اللاذقية عام 2014 ضد الحكومة السورية.
في 15 كانون الأول/ديسمبر 2016، أعلنت المجموعة مجددا أنها قررت الاندماج تحت لواء جيش الإسلام في فرع إدلب. وفي 25 كانون الثاني/يناير 2017، انضم جيش الإسلام في فرع إدلب إلى جماعة أحرار الشام، وبالتالي فقد انضمت أنصار الشام أيضا إلى الأحرار.
في 7 شباط/فبراير من عام 2017، انضمت أنصار الشام إلى هيئة تحرير الشام وبقيت فيها حتى مارس 2018 إثر الاقتتال الداخلي بين هيىة تحرير الشام و جبهة تحرير سوريا 